# Cahul
Cahul (román kiejtéssel: [kaˈhul]) egy város és egy község Moldova déli részén. A város a Cahul járás közigazgatási központja, ami egy másik települést, Cotihana-t is igazgatja. A 2014-es népszámlálás szerint, a városban 30 018 fő élt.

## Etimológia és nevek
Cahul városáról (oroszul: Кагул, bolgárul: Кахул) úgy gondolják, hogy már évszázadok óta lakott volt, bár az évek során számos neve volt – a név Scheia 1502-ben volt feljegyezve és a név Frumoasa ("Gyönyörű" románul) pedig 1716-ban. A modern nevét a közelben vívott kaguli csata után kapta a település.[forrás?]

## Történelem

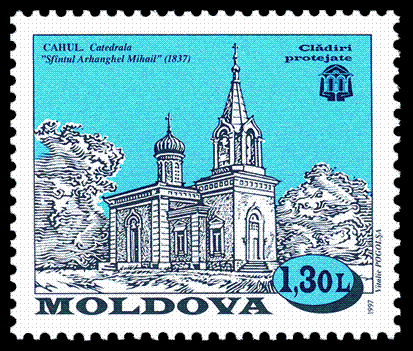
Mihail Szent Arkangyal székesegyháza (1837)

A város elhelyezkedése számos alkalommal tette hadseregek csataterévé a települést, ezért sokszor volt olyan országok megszállása alatt, mint az Orosz Birodalom, a Moldvai Fejedelemség és az Oszmán Birodalom.
A város először Moldvához tartozott 1812 előtt, az oroszokhoz 1812 és 1856 között, aztán megint Moldvához (1856-1878), azután az oroszokhoz megint (1878-1918), Romániához 1918 és 1940 között, azután a Szovjetunióhoz (1940-1941), azután megint Romániához, aztán megint a Szovjetunióhoz (1944-1991) és végül Moldovához 1991-től napjainkig.

A város miatt vívott csatákon kívül Cahul híres a termálfürdőiről és népzenéjéről is.

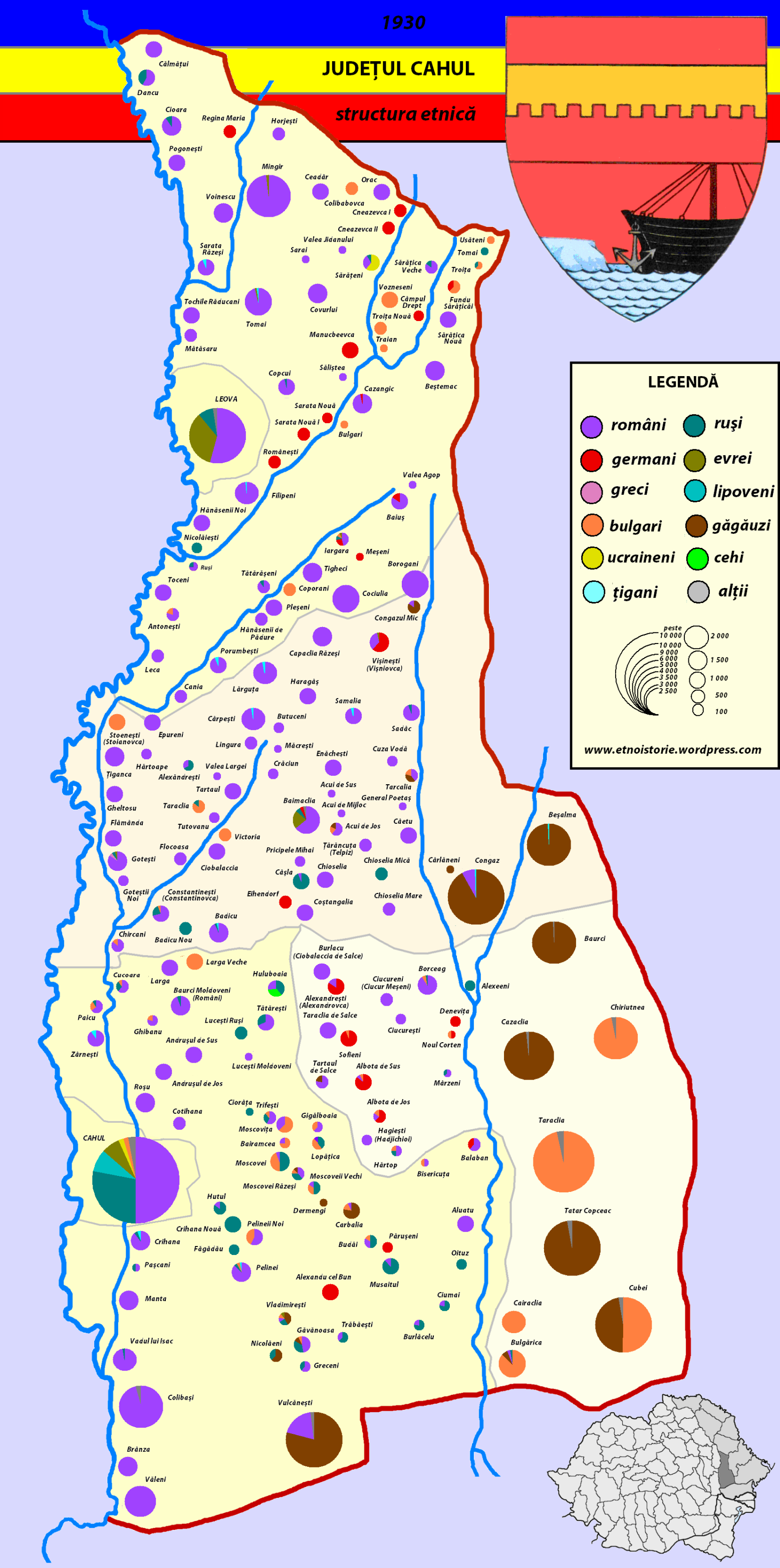
Cahul község etnikai szerkezete 1930-ban

## Éghajlat
Cahul nedves kontinentális éghajlatú, négy különféle évszakkal. Az átlagos havi csapadék változó az októberi 28 mm-től a júniusi 76 mm-ig.
| Hónap                                     | Jan. | Feb. | Már. | Ápr. | Máj. | Jún. | Júl. | Aug. | Szep. | Okt. | Nov. | Dec. | Év   |
| ----------------------------------------- | ---- | ---- | ---- | ---- | ---- | ---- | ---- | ---- | ----- | ---- | ---- | ---- | ---- |
| Átlagos max. hőmérséklet (°C)             | 0,2  | 1,8  | 7,9  | 15,9 | 21,6 | 25,0 | 26,8 | 26,5 | 22,6  | 15,9 | 8,5  | 2,6  | 14,7 |
| Átlagos min. hőmérséklet (°C)             | −5,7 | −3,7 | −0,2 | 5,6  | 11,1 | 14,5 | 16,0 | 15,7 | 11,9  | 6,6  | 1,9  | −2,7 | 6,0  |
| Átl. csapadékmennyiség (mm)               | 36   | 39   | 33   | 41   | 56   | 76   | 66   | 56   | 48    | 28   | 38   | 40   | 557  |
| Forrás: World Weather Information Service |      |      |      |      |      |      |      |      |       |      |      |      |      |

## Népesség
A népesség becslések szerint 12 000 fő volt 1920-ban. A környéken letelepedett csoportok közé románok, zsidók, németek, bolgárok és görögök tartoztak.
2004-ben 35 488 ember élt Cahul városában (ezzel a hatodik legnagyobb város Moldovában) és 1317 ember Cotihana területén belül. A 30 018 emberből aki a városban élt a 2014-es moldovai népszámlálás alapján, 56,1% moldáv, 10.69% orosz, 6,82% ukrán, 4,9% bolgár, 4,4% román, és 2,11% gagauz nemzetiségű.

## Kultúra
Cahulban található a Cahul Musical-Dráma Színház, a Cahul Történelmi Múzeum és egyéb közintézmények, műemlékek. Kétévente, július elején, Cahulban kerül megrendezésre egy fontos népzenei fesztivál, a "Nufărul Alb" ("Fehér tündérrózsa").

### Média
- http://www.ziuadeazi.md/
- http://dincahul.md/

### Turizmus

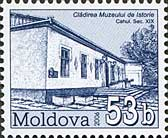
Cahul Történelmi Múzeum

Cahul gyógy- és üdülőhelyként is ismert. A város és a környező területek brómmal és jóddal dúsított ásványvízforrásokkal rendelkeznek. A "Nufărul Alb" Balneoterápiás és Jóléti Központ tartalmaz egy kórházat, egy szállodát és számos szórakoztatóhelyet. Cahul turisztikai információs pontja a Piata Horelor épületében található.

## Oktatás
Cahul otthona a Cahuli Állami Egyetemnek, ami 1999-ben alapult és a román költő és nyelvész Bogdan Petriceicu Hasdeu után nevezték el. Az egyetemet három kar alkotja (nyelvészet - történelem, jog - közigazgatás és üzlet, informatika - matematika) körülbelül 2150 hallgatóval.

## Sport
A településnek a Cahul-2005 FC csapata van, akik a moldovai "A" osztályban játszanak. A csapat négyszer nyerte meg a moldovai "B" osztályt 2006-07-ben, 2012-13-ban, 2014-15-ben és 2016-17-ben. A városban játszik még a Speranța Crihana Veche FC.

## Közlekedés

### Közút
Cahult országutak kötik össze Chișinău, Giurgiulești, Oancea (Románia) és Reni (Ukrajna) városokkal. Cahulnál van egy román határátkelő is.

### Vasút
A vasútállomást a Moldovai Vasúttársaság üzemelteti. Közvetlen összeköttetést biztosít Chișinăuval.

### Légiközlekedés
A várost a Cahul nemzetközi repülőtér szolgálja ki, amely a városközponttól 8 km-re délkeletre található. Jelenleg a repülőtérnek nincs menetrend szerinti járata.

## Testvérvárosok
Cahul testvérvárosi kapcsolatban áll:
- Medgidia, Románia
- Vászló, Románia

## Konzulátusok Cahulban
Cahulban található Románia két főkonzulátusának egyike Moldovában. 2009. november 2-án Traian Băsescu román elnök aláírta a román főkonzulátus Cahulban történő megnyitásáról szóló rendeleteit. "A román konzulátusok megnyitása Bălțiban és Cahulban előnyös lesz a moldovai emberek számára, akik gazdasági és időbeli problémákkal szembesültek, mivel a chișinăui konzulátusra kell utazniuk" - mondta Lurie Leancă moldovai külügyminiszter, kommentálva Băsescu rendeletét.
Románia már 2006-ban jóváhagyást kért a konzulátus megnyitására, a vízumkiadás folyamatának megkönnyítése érdekében a moldovai állampolgárok számára, miután Románia 2007. január 1-jén csatlakozott az Európai Unióhoz. Kezdetben a chișinăui kommunista hatóságok jóváhagyták a két konzuli iroda megnyitását, de később azzal a feltétellel jöttek, hogy Románia fogadja el a Moldovai Köztársaság két konzuli irodájának létrehozását Jászvásárban és Konstancában. Sőt, a korábbi chișinăui kommunista uralom feltételekhez kötötte a határforgalomról szóló megállapodás aláírását. A feltételek a két ország közötti politikai alapszerződés aláírása, valamint a határ meghatározására utaló megállapodás.
2010. január 28-án Traian Băsescu meglátogatta a román konzulátus leendő székhelyét Cahulban. A  bălți és cahuli román konzulátusok megnyitásáról szólva Băsescu elmondta, hogy a cahuli konzulátust 2-3 hét múlva lehet megnyitni.
A konzulátusnak 17 alkalmazottja van, a főkonzul Anca Corfu.

## Fordítás
Ez a szócikk részben vagy egészben  a   Cahul című angol Wikipédia-szócikk ezen változatának fordításán alapul.  Az eredeti cikk szerkesztőit annak laptörténete sorolja fel. Ez a jelzés csupán a megfogalmazás eredetét és a szerzői jogokat jelzi, nem szolgál a cikkben szereplő információk forrásmegjelöléseként.